# Hayley Sings
Hayley Sings es el álbum de debut de Rachael MacFarlane, hermana de Seth y compañero de reparto en American Dad. El álbum fue producido el 25 de septiembre de 2012 por el productor Allen Sviridoff tras firmar un contrato con la discográfica Concord.
El título es un homenaje al personaje de American Dad: Hayley Smith, a la que le pone la voz.

## Trasfondo y producción
Sus padres han sido aficionados a la música desde pequeños, y han inculcado tanto a Rachael como a su hermano la misma pasión. Sin embargo, esta abandonó su sueño de convertirse en cantante para dedicarse a la animación y a trabajar como dobladora.
No obstante, durante la grabación del álbum debut de Seth: Music Is Better Than Words, se encontró con el productor Allen Sviridoff. Casualmente también representa a su hermano a lo largo de las grabaciones. Tras enviarle una maqueta y firmar con el sello, empezó la producción del álbum.
Además de las tradicionales canciones de jazz que ha interpretado durante años, el álbum contiene otras pistas que según palabras de MacFarlane "podría ser el estilo de música que Hayley debería escuchar."

Hayley es una hippie, una niña de los años 60 y 70. Mientras crecía, mi padre me dio a conocer a grupos y cantantes como Simon and Garfunkel, Los Beatles, Crosby, Stills y Nash. Así que decidimos empezar con la idea de imaginar mi carrera musical desde mi infancia de tal manera que mi personaje podría cantar".

## Promoción
Dos de los sencillos del álbum sonaron en la premier de la octava temporada de la serie American Dad en el episodio Love American Dad Style. En el primer cuarto del capítulo, Hayley aparecía en la ducha al mismo tiempo que cantaba Someone to Watch Over Me hasta que Roger irrumpe en el baño. La mayor parte de la trama del episodio se centraba en que Roger se obsesionaba con Hayley tras escucharla por primera vez. Esto le lleva a contratarla como cantante en el bar del desván. Mientras Hayley canta Makin' Whoopee, aumenta el número de público al mismo tiempo que Roger empieza a enamorarse.

## Pistas
| N.º | Título                                         | Escritor(es)                           | Duración |  |
| 1.  | «Makin' Whoopee!»                              | Walter Donaldson, Gus Kahn             | 4:09     |  |
| 2.  | «Feelin' Groovy (The 59th Street Bridge Song)» | Paul Simon                             | 2:57     |  |
| 3.  | «Sooner or Later»                              | Ray Gilbert, Charles Wolcott           | 3:33     |  |
| 4.  | «Someone to Watch Over Me»                     | George Gershwin, Ira Gershwin          | 4:51     |  |
| 5.  | «One Fine Day»                                 | Carole King, Gerry Goffin              | 4:18     |  |
| 6.  | «Out of This World»                            | Harold Allen, Johnny Mercer            | 5:09     |  |
| 7.  | «Loneliness»                                   | Paul Williams, Kenneth Ascher          | 3:22     |  |
| 8.  | «Never Never Land»                             | Jule Styne, Betty Comden, Adolph Green | 3:57     |  |
| 9.  | «Do You Want to Dance?»                        | Bobby Freeman                          | 3:45     |  |
| 10. | «I'm Glad There Is You»                        | Jimmy Dorsey, Paul Madeira             | 2:10     |  |
| 11. | «Up on the Roof»                               | Goffin, King                           | 3:41     |  |
| 12. | «Since You've Asked»                           | Judy Collins                           | 3:42     |  |
| 13. | «Time in a Bottle»                             | Jim Croce                              | 3:45     |  |
| 14. | «All My Loving»                                | John Lennon– Paul McCartney            | 3:39     |  |
| 15. | «Secret Agent Man»                             | Steve Barri, P. F. Sloan               | 3:18     |  |

## Recepción
Las críticas al trabajo fueron dispares. Mark Deming de Allmusic alabó la capacidad oral de MacFarlane (en especial, por sus interpretaciones de Since You Asked y Loneliness) y describió el resto del repertorio como un melodrama musical "turbador y dominante" como si la propia Hayley estuviera cantando. Bill Bliss de Edge valoró positivamente la voz de la cantante y actriz por su cante delicado con un estilo vocal de orquesta o como si de una actriz teatral se tratase. Por otro lado criticó el último tema del álbum: Secret Agent Man y comentó que "es una dura manera de empezar de cero para mejorar el tono de su voz antes de virar hacia otros estilos musicales, en cambio las siete u ocho primeras mantienen intactas el talento artístico de MacFarlane".